# Villanueva de Valdueza
Villanueva de Valdueza es una localidad española perteneciente al municipio de Ponferrada, en la comarca de El Bierzo, provincia de León, comunidad autónoma de Castilla y León.

## Evolución demográfica
| 2000 | 2001 | 2002 | 2003 | 2004 | 2005 | 2006 | 2007 | 2008 | 2009 | 2010 | 2011 |
| 128  | 126  | 127  | 121  | 113  | 111  | 106  | 101  | 97   | 92   | 89   | 86   |